# کاپلونوس-کولونگا
کاپلونوس-کولونگا (به لهستانی:  Kaplonosy-Kolonia) یک روستا در لهستان است که در گمینا ورکی واقع شده‌است.